# Consorcio Internacional del Color
El Consorcio Internacional del Color (CIC), International Color Consortium (ICC), se fundó en 1993 por ocho fabricantes de las industrias de artes gráficas, electrónica y software, para conseguir un sistema universal de “gestión de color” que funcionara transparentemente en cualquier sistema operativo y paquete de software.
La especificación ICC, actualmente en la versión 4.2, establece la concordancia de color entre aplicaciones y sistemas operativos, desde el punto de creación hasta la impresión definitiva.
El propósito principal del ICC es definir un formato para los perfiles ICC, que describen los atributos de color de un dispositivo en particular o requisito de visionado definiendo una asignación de valores entre el origen o espacio de color objetivo y un espacio de perfil de conexión (Profile Connection Space, PCS).
El ICC define el formato, de manera precisa, pero no define ni algoritmos ni detalles de procesamiento. Esto acarrea posibles variaciones entre distintas aplicaciones y sistemas que trabajen con los perfiles ICC.

## Los socios
Los ocho miembros del ICC fueron:
- Adobe,
- Agfa
- Apple
- Kodak
- Microsoft
- Silicon Graphics
- Sun Microsystems
- Taligent

Algunos de los fundadores han abandonado el Consorcio, como Microsoft y Sun, y otras muchas empresas se han unido al ICC, incluyendo:
- Canon
- Fujitsu
- HP
- Lexmark